# Eleccions legislatives hongareses de 2002
Les eleccions legislatives hongareses de 2002 se celebraren el 7 i el 21 d'abril de 2002 per a renovar els 386 membres de l'Assemblea Nacional d'Hongria. Els més votats foren la coalició FIDESZ-MDF, però els socialistes hongaresos formaren un govern de coalició amb l'Aliança dels Demòcrates Lliures. Péter Medgyessy fou nomenat primer ministre d'Hongria.

## Resultats
Resum dels resultats electorals de 7 i 21 d'april de 2002 a l'Assemblea Nacional d'Hongria (Országgyűlés) 
| Partits t coalicions | Vots | %     | +/-   | Escons | +/- |
| --- | ---- | ----- | ----- | ------ | --- |
| FIDESZ-MDF (1) - Fidesz – Unió Cívica Hongaresa (Fidesz - Magyar Polgári Szövetség) - Fòrum Democràtic Hongarès (Magyar Demokrata Fórum) |      | 41.07 | -     | 188    | -   |
| Partit Socialista Hongarès (Magyar Szocialista Párt)                                                                                     |      | 42.05 | +9.13 | 178    | +44 |
| Aliança dels Demòcrates Lliures (Szabad Demokraták Szövetsége)                                                                           |      | 5.57  | -2.00 | 20     | -4  |
| Partit Hongarès de Justícia i Vida (Magyar Igazság és Élet Pártja)                                                                       |      | 4.37  | -1.1  | 0      | -14 |
| Partit de Centre (Centrum Párt) |      | 3.9   | -     | 0      | -   |
| Partit Comunista dels Treballadors Hongarès (Munkáspárt)                                                                                 |      | 2.16  | -1.79 | 0      | 0   |
| Partit Independent dels Petits Propietaris, Treballador Agraris i Cívic (Független Kisgazdapárt)                                         |      | 0.75  | -12.4 | 0      | -48 |
| Nova Esquerra (Új Baloldal) |      | 0.06  | -     | 0      | -   |
| Total (participació 73,51%) |      | 100.0 |       | 386    |     |
| - Font: Valasztas.hu - (1) – llista unida                                                                                                |      |       |       |        |     |